# Simone Dever
Pour les articles homonymes, voir Dever.
Simone Dever, née le 1er février 1905  à Liège en Belgique et décédée le 21 février 1977  est une romancière et journaliste belge.

## Biographie
Diplômée de l’Institut de Journalisme de Bruxelles en 1929, Simone Dever se lance dans une double carrière, celle de journaliste et celle d’auteur sous le pseudonyme de Marc Augis.
Passionnée d'aviation, Simone Dever lance en 1943 la revue d'aéronautique Les Ailes brisées (renommée 5 ans plus tard Icare). Elle reçoit le Prix Rotiers en 1947 pour son ouvrage L'Afrique à vol d'oiseau, décrivant un vol aller-retour Bruxelles-Léopold  effectué en 1935. 
En 1947 elle sera cofondatrice de l'association Vieilles Branches , un groupe de journalistes ayant suivi l'aviation Belge depuis ses débuts, et en 1951 créera le Prix Icare, qui récompense encore actuellement chaque année une personnalité dans le domaine de l'aéronautique.
Elle publie plusieurs autres récits par la suite, en utilisant le pseudo Marc Augis, dont Le Danseur des nuages qui sera adapté en court métrage en 1952.
En 1954, elle publie, sur base autobiographique, Les Souvenirs d’un Colis Volant, relatant son expérience en tant que journaliste féminine spécialisée en aviation, et passagère de nombreux vols (plus de 27 types d’avion différents).
Elle deviendra un des reporters accrédités de la Sabena, compagnie aérienne belge, pour laquelle elle publia de nombreux reportages sur toutes les avancées technologiques majeures, telles que l’ouverture de la ligne Bruxelles-Dehli.
Elle sera la première femme belge a prendre part à un vol de l’avion à réaction militaire britannique Météor, utilisé par les forces alliées pendant la guerre.
Elle collaborera au quotidien La Meuse en tant que rédactrice, ainsi qu'à Femmes d'aujourd'hui, Touring Club de Belgique, Courrier d'Afrique...
Simone Dever décède en 1977 dans un accident de voiture.

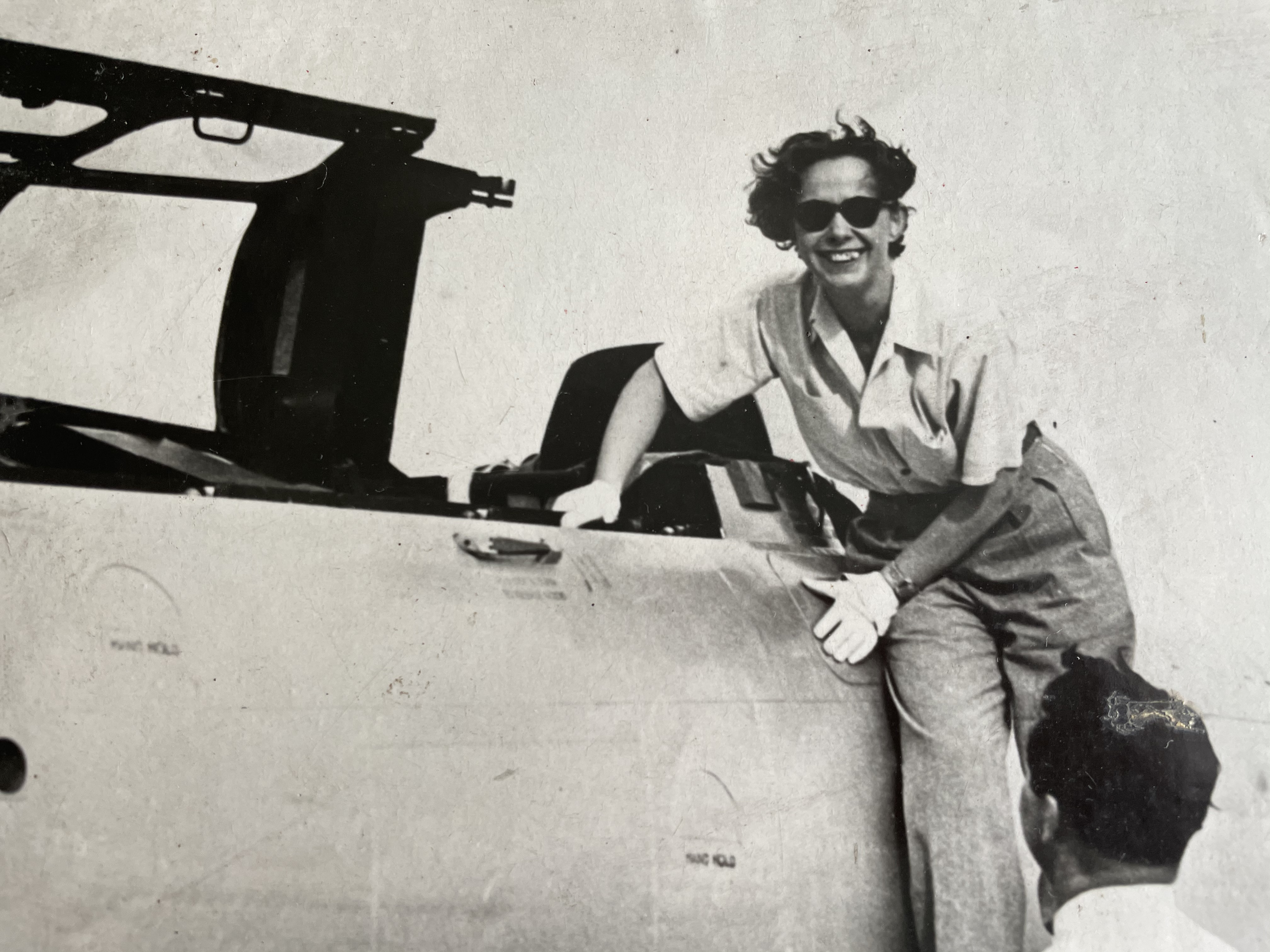

## Œuvres
- Les séductions artificielles, 1930[3]
- L'Afrique à vol d'oiseau, 1947
- Le Danseurs de nuages, 1953
- Les Souvenirs d'un Colis Volant, 1954
- Des noms et du ciel: petite contribution à l'histoire de l'aviation en Belgique, 1954
- Deux cœurs ont marché dans la nuit, 1957
- Le temps de l'aile, 1958
- Une ile et un ours, 1958
- Par-dessus la haie, 1960
- Valentine au grenier, 1961
- Guitte et les Chinchillas, 1962
- Sables d'Or, 1963